# Shadow Tower
Shadow Tower (яп. シャドウタワー, Shadou Tawā) — рольова відеогра розроблена компанією FromSoftware для PlayStation в 1998 році. Початково гру було випущено в Японії 25 липня 1998 року та в Північній Америці 19 листопада 1999 року, та згодом перевидано для PlayStation Network в Японії 27 вересня 2007 року та в Північній Америці 31 березня 2015 року. В Північній Америці гру було видано компанією Agetec. Shadow Tower поділяє багато спільного з серією відеоігор King's Field. Продовження Shadow Tower Abyss було випущено на PlayStation 2 ексклюзивно в Японії.

## Ігровий процес
Shadow Tower — екшн-орієнтована гра типу dungeon crawl, дуже подібна до King's Field. Вона являє собою гру від першої особи, де гравець встряє в бійки з противниками та шукає заховані предмети та пастки, а також взаємодіє з неігровими персонажами (англ. NPC). На відміну від більшості RPG ігор, ця не надає жодної можливості для розподілення балів досвіду, котрі можуть покращувати характеристики персонажа. Натомість усі істоти не відроджуються, і кожен тип вбитих ворогів буде підвищувати фіксовані статистики гравця, тому для збільшення конкретного показника потрібно вбивати безліч різних ворогів. В грі є предмет, який дозволяє власноруч вибрати та підвищити будь-який параметр на декілька пунктів. Поширеною проблемою серед нових гравців є те що назва характеристик персонажа не корелює з назвами із інших RPG ігор; для прикладу, така характеристика як Сила (англ. Strength) не впливає на силу атаки. Кожен предмет екіпірування має показник зносостійкості, означаючи, що з часом він буде знижуватись та потребувати заміни або починки. В грі також відсутня музика та автоматична карта. Головними відмінностями від ігор серії King's Field є те, що щит є предметом, який потрібно застосовувати, щоб блокувати атаки, а також більш детальний екран екіпірування та нова система прокачки.  

## Сюжет
Події гри відбуваються на континенті з назвою Екліпс (англ. Eclipse), що знаходиться в Святій Землі Цептару (англ. Holy Land of Zeptar). Гравець грає за найманця на ім’я Руус Харді. Повернувшись додому в Цептар, він виявляє, що все місто, як і центральна вежа, були поглинуті підземним світом. Він зустрічає старця, який дарує йому меч Темного (англ. Dark One's sword), єдину зброю, яка може поранити відповідальних за це демонів. Присягаючи врятувати стару жінку, яка його виховала, а також решту Цептара, Руус спускається в підземний світ.

## Оцінки та відгуки
Гра отримала негативні відгуки, згідно з згідно з агрегатором рецензій вебсайтом GameRankings. Японський ігровий журнал Famitsu оцінив гру на 27 пунктів із 40.